# Армяне в Швейцарии
Армяне в Швейцарии (арм. Հայերը Շվեյցարիայում, нем. Armenier in der Schweiz) — точное число армян в Швейцарии неизвестно, по переписи 2010 года в Швейцарии было 612 армян. Но по неофициальным оценкам, в Швейцарии проживает около 3000-5000 армян, все они являются гражданами Швейцарии.

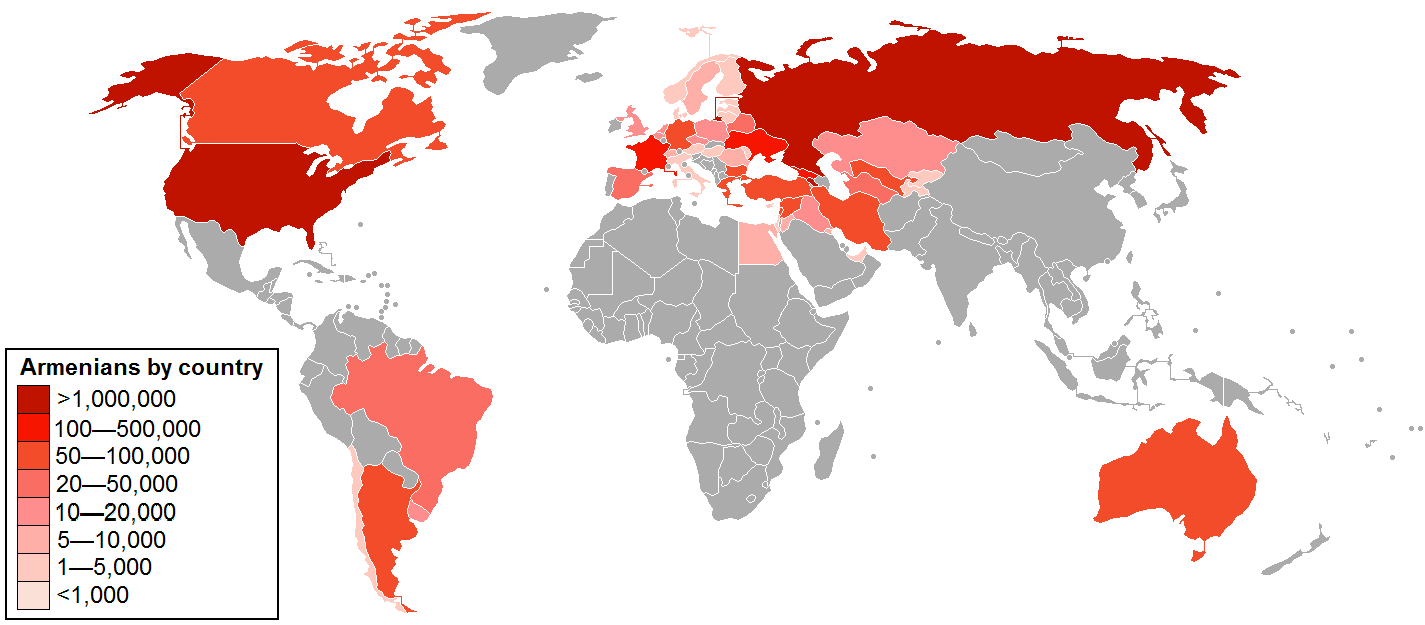
Карта расселения армян в мире

## Современная община и инфраструктура
Большинство швейцарских армян являются последователями Армянской Апостольской Церкви, и находятся под юрисдикцией Верховного Патриарха Католикоса Всех Армян. В Швейцарии существует четыре армянские церкви: в Женеве в коммуне Тоне церковь Святого-Акопа, в Цюрихе, в Невшателе, и в Лугано. В регионах где отсутствуют армянские церкви, в основном в восточных кантонах, армяне проводят свои религиозные обряды в швейцарских церквях. В Швейцарии, также есть небольшое число армян-католиков, принадлежащих к армянской католической церкви, и еще меньшее число армян-евангелистов.
Армянские организации в Швейцарии:
- Союз Армян Швейцарии (БАС), является крупнейшей армянской организацией в Швейцарии. Основана в Женеве, организует в Женеве ежегодный европейский внутриобщинный турнир.
- Армянский благотворительный союз (AGBU).
- Армянская благотворительная организация в Швейцарии (HOM), основана в 2006 году.
- Союз Армян Цюриха (AVZ), создана в 2005 году в Цюрихе.
- Общество армянских женщин, с 1986 года публикует двуязычный журнал "Artzakank" на французском и армянском языках в Женеве.
- Швейцария-Армения(Организация Швейцария-Армения), главная общественная организация армян в Швейцарии. Она основана в Берне. Поддерживает сохранение армянской истории, культуры и самобытности.
- Армянский Культурный Центр в Женеве, общественный центр недалеко от церкви Святого-Акопа в Женеве.